# Derby County Football Club 1969-1970
Nella stagione 1969-1970, il Derby County partecipò alla massima divisione calcistica inglese, la First Division da neopromossa terminando con un ottimo 4º posto.
Nelle due competizioni nazionali, la formazione non andò molto avanti, venendo eliminata al quinto turno di FA cup e ai quarti di finale di League Cup. 

## Completi
| Manica sinistra · Maglietta · Manica destra · Pantaloncini · Calzettoni |
| Casa                                                                    |

| Manica sinistra · Maglietta · Manica destra · Pantaloncini · Calzettoni |
| Trasferta                                                               |

## Rosa
| N. |                             | Ruolo | Calciatore      |
| -- | --------------------------- | ----- | --------------- |
|    | Inghilterra (bandiera)      | P     | Colin Boulton   |
|    | Inghilterra (bandiera)      | P     | Les Green       |
|    | Inghilterra (bandiera)      | D     | Peter Daniel    |
|    | Galles (bandiera)           | D     | Terry Hennessey |
|    | Inghilterra (bandiera)      | D     | Roy McFarland   |
|    | Inghilterra (bandiera)      | D     | John Richardson |
|    | Inghilterra (bandiera)      | D     | John Robson     |
|    | Inghilterra (bandiera)      | D     | Jim Walker      |
|    | Irlanda del Nord (bandiera) | D     | Arthur Stewart  |

| N. |                        | Ruolo | Calciatore    |
| -- | ---------------------- | ----- | ------------- |
|    | Galles (bandiera)      | C     | Alan Durban   |
|    | Inghilterra (bandiera) | C     | Kevin Hector  |
|    | Scozia (bandiera)      | C     | John McGovern |
|    | Scozia (bandiera)      | C     | Dave Mackay   |
|    | Inghilterra (bandiera) | C     | Willie Carlin |
|    | Inghilterra (bandiera) | A     | Barry Butlin  |
|    | Inghilterra (bandiera) | A     | Frank Wignall |
|    | Inghilterra (bandiera) | A     | Alan Hinton   |
|    | Scozia (bandiera)      | A     | John O'Hare   |